# Židovský hřbitov v Hošticích
Židovský hřbitov v Hošticích u Volyně se nachází asi 1 kilometr severozápadně od obce, na kraji lesa na západním úbočí vrchu Kalný.
Hřbitov byl založen ve 2. čtvrtině 18. století. Má rozlohu 543 m2.
Nejstarší čitelný náhrobek je datován rokem 1735. Pohřby se zde konaly do konce 19. století, dochováno je 50 náhrobků.
Hoštická židovská komunita přestala existovat v roce 1899 podle zákona z roku 1890.

## Externí odkazy

Pohled na hřbitov od jihu